# 고개도항
고개도항은 경상남도 거제시 사등면 오량리 고개도 섬에 있는 어항이다. 2003년 2월 3일 어촌정주어항으로 지정하여 관리하고 있다. 시설관리자는 거제시장이다.

## 어항 연혁
- 고개도는 신계의 뒷개 서쪽 바다에 있는 섬이다.

## 어항 구역
- 수역: 미지정(거제시 사등면 오량리 1325-1번지 수역)
- 육역: 미지정

## 어항 시설
- 선착장

## 주요 어종
- 굴, 도다리, 감성돔, 노래미